# Chalcomitra balfouri
Chalcomitra balfouri là một loài chim trong họ Nectariniidae. Đây là loài đặc hữu của Socotra.
Môi trường sống tự nhiên của chúng là vùng cây bụi khô nhiệt đới, vùng cây bụi ẩm nhiệt đới, và vùng cây bụi nhiệt đới vùng cao. Loài này bị đe dọa do mất môi trường sống.